# Kaprun
Kaprun település Ausztriában, Salzburg tartományban a Zell am See-i járásban található. Területe 100,41 km², lakosainak száma 3 029 fő, népsűrűsége pedig 30 fő/km² (2014. január 1-jén). A település 786 méteres tengerszint feletti magasságban helyezkedik el.

## Fordítás
- Ez a szócikk részben vagy egészben  a   Kaprun című angol Wikipédia-szócikk ezen változatának fordításán alapul.  Az eredeti cikk szerkesztőit annak laptörténete sorolja fel. Ez a jelzés csupán a megfogalmazás eredetét és a szerzői jogokat jelzi, nem szolgál a cikkben szereplő információk forrásmegjelöléseként.